# Dadaglobe
Dadaglobe est une anthologie Dada dont la publication, prévue en 1921, est abandonnée pour des diverses raisons, notamment financières. Ce recueil n'a jamais été publié. À travers 160 pages, contenant plus d'une centaine de reproductions d'œuvres d'art et plus d'une centaine de textes, d'une cinquantaine d'artistes issus de dix pays, Dadaglobe aurait dû documenter l'apogée de Dada en tant que mouvement artistique et littéraire d'envergure internationale. 
Dirigée à Paris par Tristan Tzara, l'anthologie est conçue non comme un bilan du mouvement depuis sa création en 1916, mais plutôt comme un instantané de son incarnation internationale à la fin de la guerre. Le projet, sans se contenter d'être un médiateur d'œuvres existantes, a joué le rôle d'un catalyseur parmi les plus fertiles du mouvement, encourageant la production de nouvelles œuvres.

## Histoire

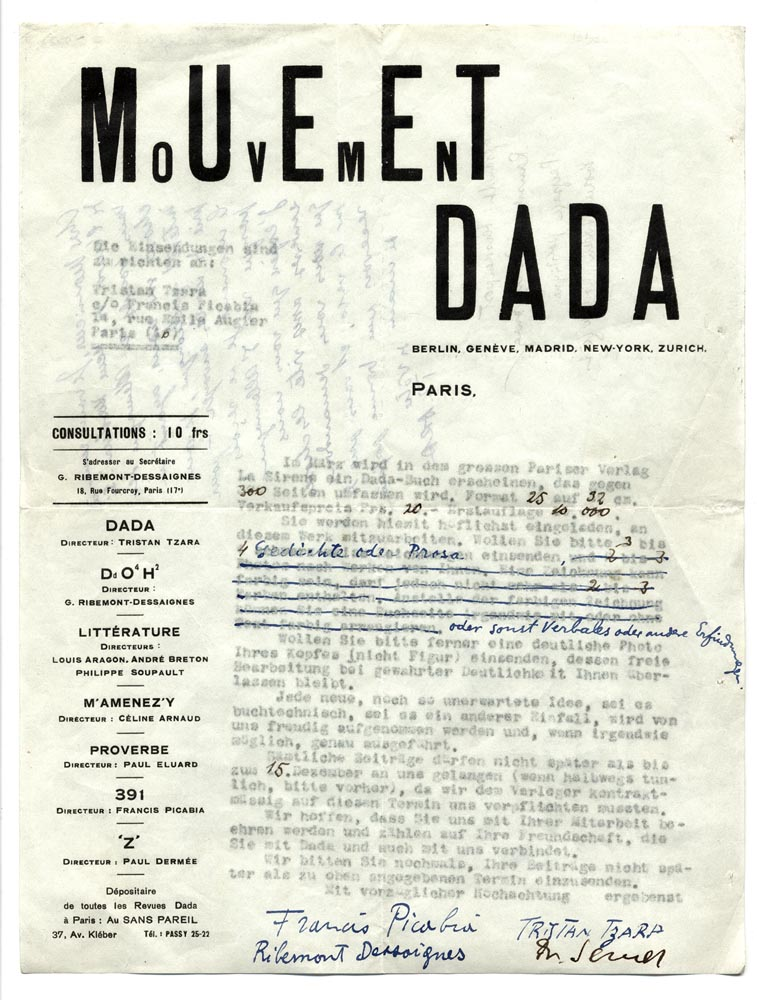
Lettre signée par Francis Picabia, Tristan Tzara, Georges Ribemont-Dessaignes et Walter Serner, aux alentours du 8 novembre 1920, et sollicitant des contributions pour le projet Dadaglobe. Exemplaire envoyé de Paris à Alfred Vagts à Munich.

Une lettre sollicitant des contributions pour Dadaglobe, envoyée de Paris début novembre 1920, demandait quatre types de contributions visuelles : portraits photographiques (qui pouvaient être retouchés, mais devaient « préserver la clarté ») ; dessins originaux ; photographies d'œuvres d'art ; illustrations ; ainsi que de la prose, de la poésie ou d'autres « inventions » verbales.

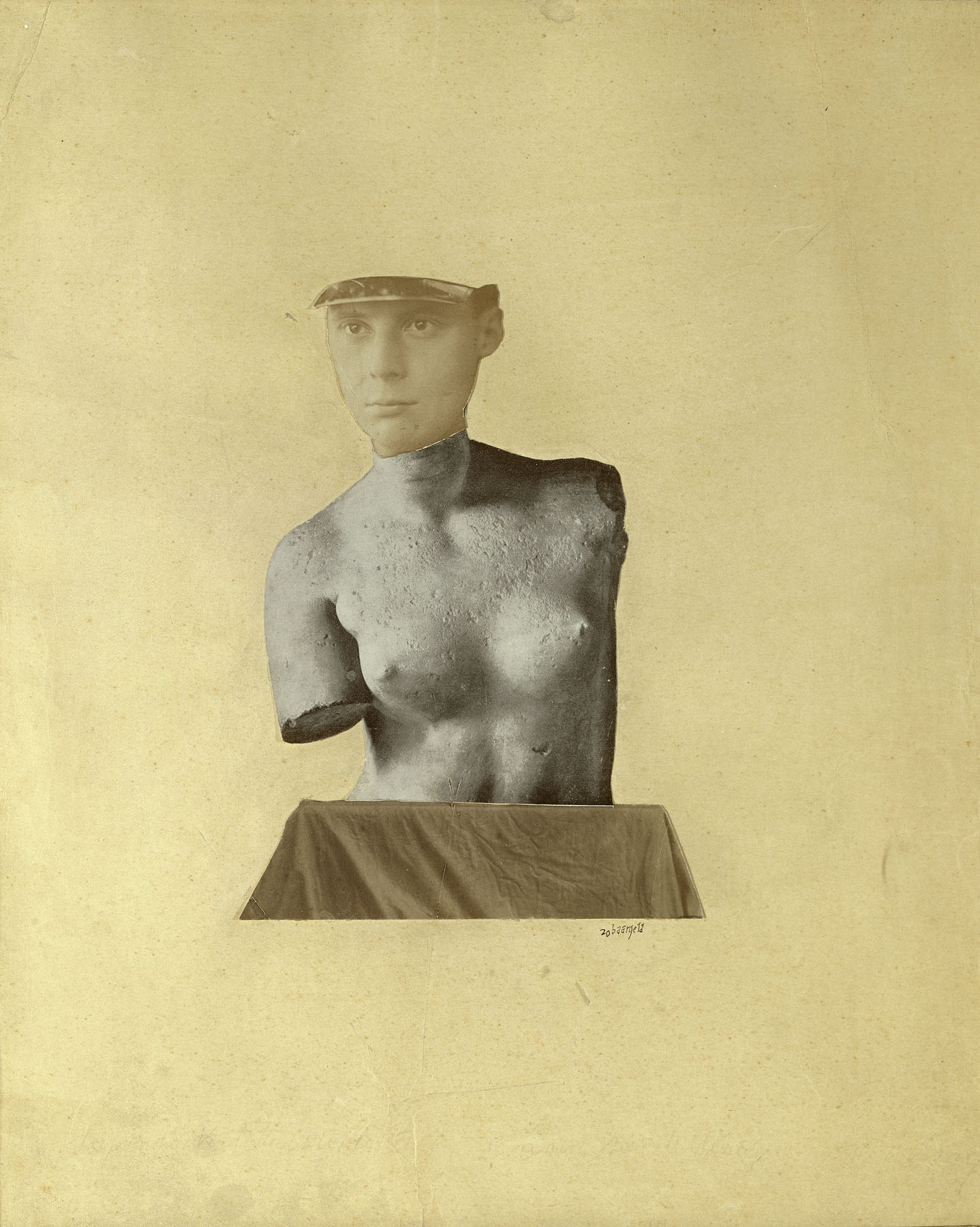
Johannes Baargeld, 1920, Désordre vertical typique comme représentation du Dada Baargeld (Typische Vertikalklitterung als Darstellung des Dada Baargeld)

Certaines des œuvres d'art les plus emblématiques de Dada ont été créées en réponse directe à cette lettre : par exemple, le montage d'autoportraits de Max Ernst Le Punching Ball ou l'Immortalité de Buonarroti ainsi que son Rossignol chinois, la tête Dada de Sophie Taeuber, et Le désordre vertical typique comme représentation du Dada Baargeld de Johannes Baargeld. Ces œuvres ont été conçues comme des œuvres destinées prioritairement à être reproduites et imprimées.
Le projet est annoncé en 1921 dans New York Dada, la revue dirigée par Marcel Duchamp et Man Ray.
Par sa portée, son ambition et même son titre, le Dadaglobe de Tzara, basé à Paris, s'inspire du Dadaco de Richard Huelsenbeck, conçu à Berlin, prévu l'année précédente, mais qui fut également abandonné. Dadaglobe atteint un stade avancé de préparation, avant que des obstacles financiers et interpersonnels ne mettent un terme au projet au printemps 1921.

## «Dadaglobe reconsctructed»
De nombreuses archives nous renseignent sur le contenu prévu pour le projet Dadaglobe. L'historien Michel Sanouillet (1924-2015) redécouvre le projet abandonné et publie en 1966 un florilège de textes destinés à l'anthologie originale.  
À l'occasion du centenaire de Dada en 2016, Adrian Sudhalter dirige la publication de Dadaglobe Reconstructed. Cet ouvrage se présente comme une reconstitution des 160 pages de Dadaglobe, accompagnées d'un appareil critique et d'une préface de Michel Sanouillet.  
L'ouvrage accompagne l'exposition du même nom présentée au Kunsthaus Zürich du 5 février au 1er mai 2016 puis au Musée d'Art Moderne de New York du 12 juin au 18 septembre 2016. 

## Contributeurs
- Louis Aragon
- Jean Arp
- Johannes Baader
- Johannes Theodor Baargeld
- Egidio Bacchi
- Erwin Blumenfeld
- Constantin Brâncuși
- André Breton
- Gabrièle Buffet-Picabia
- Margueritte Buffet
- Gino Cantarelli
- Serge Charchoune
- Paul Citroen
- Jean Cocteau
- Jean Crotti
- Paul Dermée
- Theo van Doesburg
- Marcel Duchamp
- Suzanne Duchamp
- Jacques Edwards
- Paul Éluard
- Max Ernst
- Julius Evola
- Aldo Fiozzi
- Elsa von Freytag-Loringhoven
- Otto Griebel
- George Grosz
- Job Haubric
- Raoul Hausmann
- John Heartfield
- Hannah Höch
- Richard Huelsenbeck
- Marcel Janco
- Adon Lacroix
- Clément Pansaers
- Benjamin Péret
- Francis Picabia
- Man Ray
- Georges Ribemont-Dessaignes
- Jacques Rigaut
- Kurt Schwitters
- Philippe Soupault
- Joseph Stella
- Luise Straus
- Sophie Taeuber-Arp
- Guillermo de Torre
- Tristan Tzara
- Alfred Vagts
- Edgar Varèse
- Melchior Vischer
- Fried-Hardy Worm